# Toreo comique

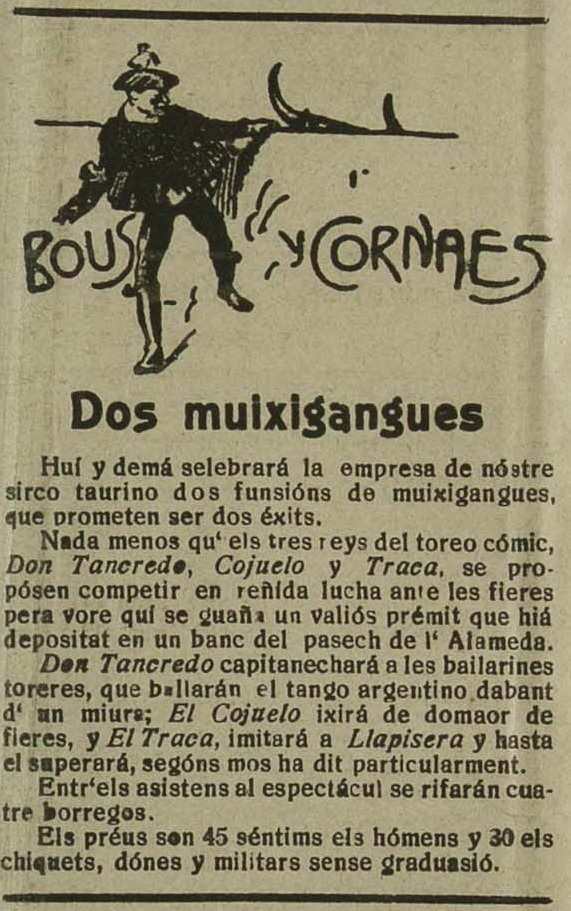
Article dans un journal pour un spectacle de toreo comique

Le toreo comique ou charlotade (espagnol : toreo comico ou charlotada) est une forme de tauromachie aujourd’hui sensiblement tombée en désuétude, mais qui a connu un franc succès jusque dans les années 1960. Il s’agit de parodies de corridas dans lesquelles les toreros se livrent à toutes les excentricités devant des veaux. Souvent les toreros sont des nains. Cette forme de toreo comique est interdite en Espagne en 2023 malgré l'opposition de certains toreros.  
On a vu également quelques troupes de toreo comique utiliser des singes toreros.

## Présentation
L’un des plus fameux toreros comiques d’entre les deux guerres mondiales était le barcelonais Carmelo Tusquellas. Il parodiait Charles Chaplin, toréant habillé du célèbre costume noir élimé et coiffé du melon usé, imitant la démarche saccadée de Charlot ; il se servait souvent de sa canne comme muleta. « El Charlot torero » acquit une telle célébrité que le terme « charlotada » est devenu synonyme de « toreo comico ».
Les courses de toreo comique étaient autrefois suivies d’une « partie sérieuse » au cours de laquelle un « vrai » matador (en fait un novillero) combattait et estoquait un « vrai » taureau. Nombre de « vrais » matadors ont fait leurs premières armes dans la partie sérieuse d’un spectacle comique. Notamment, « Manolete » fut chargé pendant quelques mois en 1933 (ou 1934 selon certains historiens), de la partie sérieuse d’un spectacle comique ; il fit à cette occasion les deux seules corridas auxquelles il participa en France.
À la sortie d’une « vraie » corrida, on entend parfois des spectateurs s’exclamer « C’était la charlotade ! » La corrida à laquelle ils viennent d’assister avait sans doute atteint le degré zéro de la qualité.